# 百万 (能)

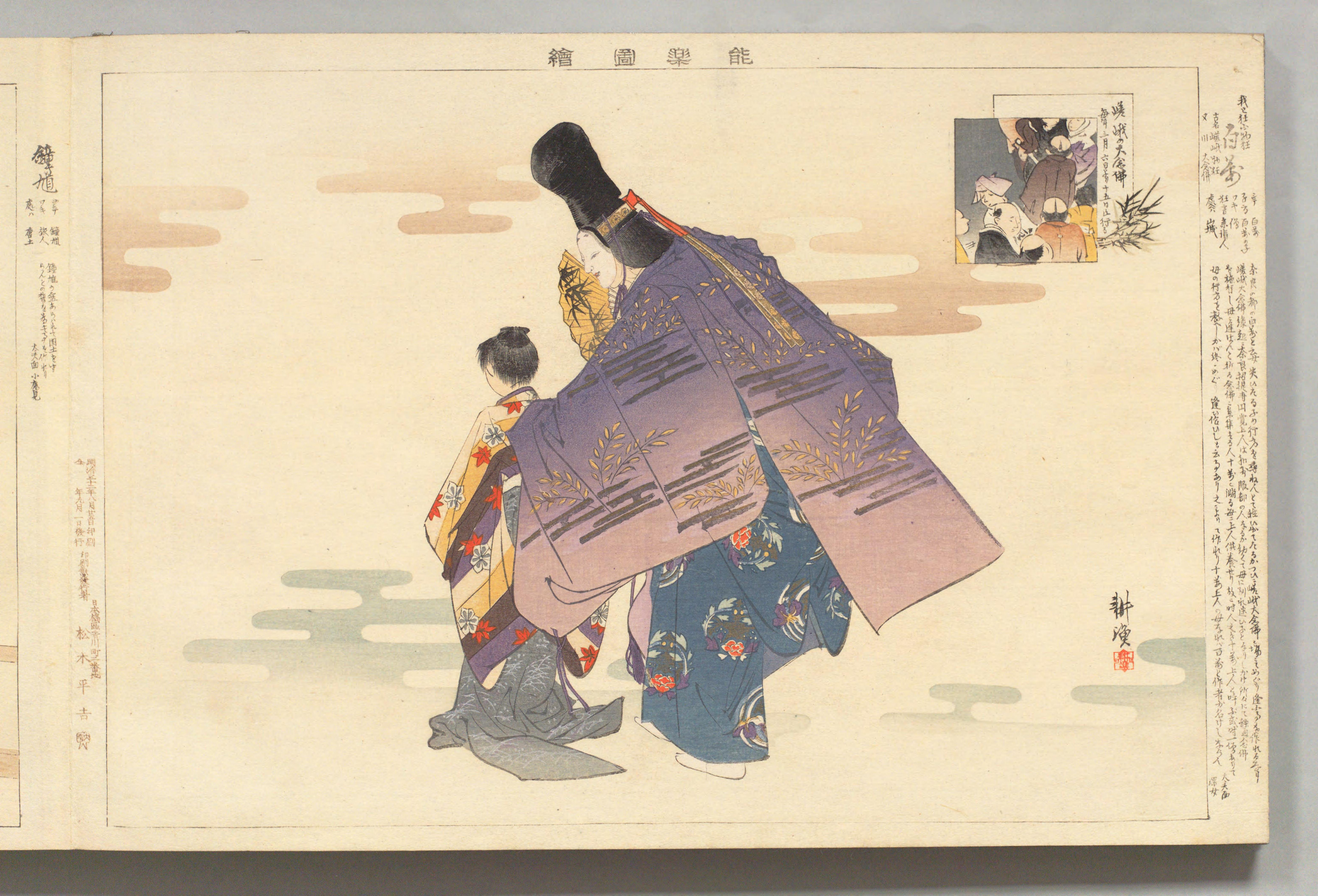
月岡耕漁の描いた「百万」 『[ 能樂圖繪]』（1899年）より

「百萬」（ひゃくまん）は、観阿弥原作・世阿弥改作の能の演目。作中では、実在の舞い手ともされる主人公「百万」の芸が披露されるとともに、失った子を探す母の母性が描かれている。狂女物の代表的な作品とされ、演能記録が多く人気が高い。知られている最古の演能記録は寛正6年（1465年）3月9日。
四番目物、狂女物、太鼓物に分類される。観世流、宝生流、金春流、金剛流、喜多流の五流派の現行演目。一場物。
「百萬」の大部分を引用して草子化した『百萬物語』が万治3年（1660年）に作られた。ほかに絵入り謡本（京都国立博物館に寄託）、絵入り本とほぼ同じ内容で16世紀に製作された絵巻（国立能楽堂に所蔵）が現存している。

## 成立
世阿弥の物狂能のうち初期の作品。『申楽談儀』では世阿弥は「百万」を自らの作としている。それによれば世阿弥は観阿弥が得意としていた「嵯峨物狂」を元にして本作を作った。世阿弥は当初定評のある地獄節曲舞（地獄の曲舞）をシテの曲舞（クセ）として使ったが、後に新作を作り置き換えたという。「嵯峨物狂」の段階では作中の狂女は無名だったが世阿弥によって「百万」と名付けられた。
この演目は歴史上実在した曲舞の名手・百万を元にしたのではないかと考えられている。観阿弥は南都の芸人・百万に連なるとされる賀歌女から女曲舞を学んでいた。このため流派の祖に当たる百万への敬愛を込めて「嵯峨物狂」・「百万」が作られたのではないかと指摘されている。「嵯峨物狂」の時点で主人公の狂女が舞いの名手という設定だったかどうかは明らかではない。また、「百万」に描かれるような母子の生き別れと再会が史実だったかどうかは疑わしい。
嵯峨の大念仏の創始者として嵯峨大念仏縁起に伝えられる導御（円覚上人）の母が「百万」の原型だともされる。導御は勧進で十万人を集めるたびに供養をしたことから「十万上人」と呼ばれた。導御が遍歴の後に再会したとされる生き別れの母が「十万上人」にちなんで「百万」と呼ばれるようになったという説だが、あまり信憑性はない。
他に、百萬遍念仏の音頭役を務めた舞い手、春日の巫女などを百万の原型とする説がある。

## あらすじ
吉野の男（ワキ）が奈良西大寺近くで幼子（子方）を拾う。京都清凉寺釈迦堂で行われる嵯峨の大念仏に男が幼子を連れていくと、念仏を唱え舞い狂う狂女・百万（シテ）に会う。生き別れの我が子に会いたいがために狂ったのだと言う百万の舞いを見て、幼子は自分の母だと気づき男に話す。百万は夫に死なれ西大寺で子を失い諸国を巡った遍歴を歌と舞いで語り、子との再会を祈る。男は憐んで百万と幼子を引き合わせ、二人は再会を喜び一緒に奈良へと帰る。

## 登場人物
- シテ：百万という名の狂女、曲舞の舞い手[3][9]。

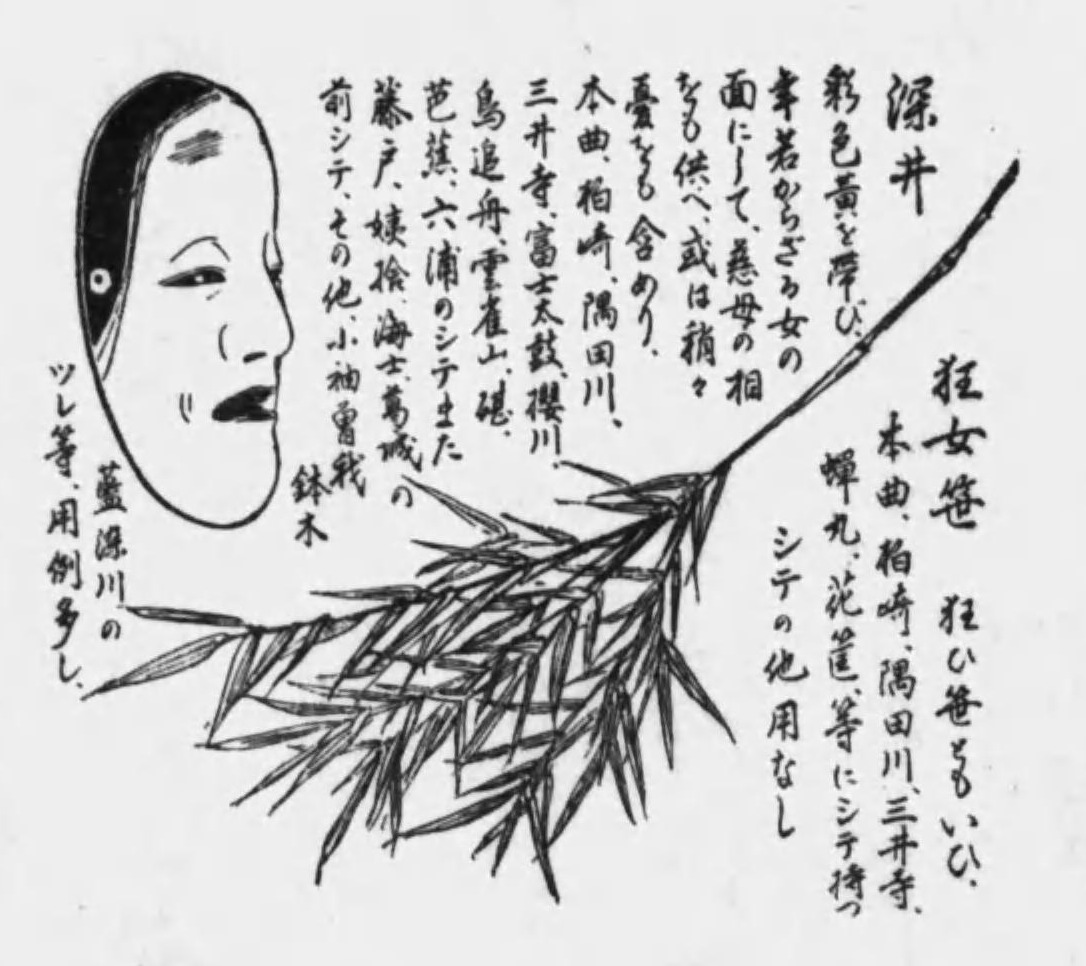
深井と狂い笹（観世左近、1933年）

  - 能面は深井、烏帽子は前折烏帽子[17][9][5]。笹（狂い笹）を持たされる[4][5]。
- ワキ：吉野の男（僧ともされる）[1]
- 子方：百萬の子[1][* 2]。
- アイ：清凉寺前の男[3]。

## 構成
春の嵯峨野を舞台としており、狂女物だが重い曲ではなく春の明るい雰囲気がある。
ワキの唱え方が間違っていると言いシテが念仏の音頭を取り始める「車の段」、子を失って狂った身の上を舞いにする「笹の段」、子を尋ねて旅した遍歴を舞いにした長大な曲舞の段など、ほとんどの場面でシテの百万は静止せず舞い続ける。一方、狂乱の表現として通常盛り込まれるカケリの段はない。
シテが踊り念仏を唱え舞う場面では、能を観にきている観客が嵯峨の大念仏に集った群衆に見立てられる。
舞台は次のように進行する。
- ワキ（吉野の男）が子方（拾われた子）とともに登場し[9]、以前拾った子を連れて嵯峨の大念仏に出かけていると自己紹介する[21]。
- ワキとアイが問答をし[9]、何か面白いものはないかと尋ねる[21]。アイは百萬のことを話す[3]。わざと下手な念仏を唱えれば百萬は現れるという[8]。アイの下手な念仏に誘い出されてシテ（百萬）が登場し、シテは笹でアイを打つ[9]。
- シテが代わって念仏の音頭を取る「車の段」がはじまる[17]。地と掛け合い[9]。車を引く所作が盛り込まれており[6][21]、かつてはここで車が舞台に出されたとも考えられる[3][8]。シテの「頼めや頼め南無阿弥陀仏」でこの段が終わる[5]。
- シテが歌い祈る「笹の段」がはじまる[9]。シテは自らの心が乱れた様子を述べる[21]。シテの持つ笹は能における狂女の印でもある[8]。シテの「我が子に逢わん為なり」でこの段が終わる[5][10]。
- 子方とワキ、ワキとシテが問答をする[9]。地次第[9]。この時点で子は母を認めているが、母はまだそれを知らない[17]。シテは笹を捨て扇を持ちイロエを舞う[21]。
- シテの曲舞、立ち回り、ノリ地[9]。立廻でシテは群集のなかに我が子を探す[21]。立廻では地謡座の方と橋掛りの方へと二回探す[22]。
- 掛け合い、幕切れ[9]。母子が再会し、釈迦如来に感謝し奈良に帰る喜びを述べる[21]。

## 影響
「車の段」などで車を引く様子は足の不自由な乞食らを乗せた車を引くことが功徳だとされたことが背景にあると考えられ、この仕草は小栗判官の説経節で踏襲された。
奈良市の百万ヶ辻子町は百万の居住地だったという伝説があり、その近隣の西照寺に「百万塚」と呼ばれる五輪塔がある。